# Bulbophyllum fuscum
Bulbophyllum fuscum är en orkidéart som beskrevs av John Lindley. Bulbophyllum fuscum ingår i släktet Bulbophyllum och familjen orkidéer.

## Underarter
Arten delas in i följande underarter:
- B. f. fuscum
- B. f. melinostachyum